# 座間市
座間市（ざまし）は、神奈川県の中部に位置する市。人口は約13.1万人。マスコットキャラクターは「ざまりん」。

## 概要
古くより八王子街道の宿場町として栄えることにより集落が形成され、現代に入り戦前は農村、戦中は陸軍士官学校及び高座海軍工廠の設置により軍都としての色合いを強めた。しかし戦後は米軍の進駐を経て、昭和30年代半ば頃からは大企業の誘致が行われ自動車産業中心とした企業城下町が形成された。更に昭和40年代の急激な人口の増加により農村から工業及び住宅都市へと変貌を遂げ、現在では県下33市町村中4位の人口密度をもつ市町村となる。また、当市を起点とする郵便番号の「252」は約96万人と全国で最大の人口を抱えている。
しかし、バブル景気崩壊後、市の基幹産業である自動車産業も不景気の煽りで日産自動車工場などが撤退したことから、税収入の低下を招き、市の財政状況が悪化した。現在でも周辺近隣自治体と比較すると財政的には劣っており回復は厳しいものの、人口においては県下でも比較的高い水準で増加しており、隣接する相模原市、大和市などと同様のベッドタウンとして現在に至っている。
県下では数少ない上水道に地下水（市内の8つの水源井）を用いる自治体であり、井戸水の特徴である夏は冷たく冬は温かい「座間の地下水」は知れ渡るようになってきた。しかしながら近年の人口増加及び地下水資源の減少等により県営水道を約15%含有する状況になっている。
2000年代に入り在日米軍の再編等に伴う米国陸軍第一軍団司令部のキャンプ座間移転問題が浮上し、これに反対する活動を行政でも行っていたが、2008年（平成20年）8月に防衛省との間で「米陸軍第一軍団新司令部のキャンプ座間移転に伴う基地対策に関する確認書」に市長が署名し移転容認へと転じた。

## 地理
東京都心から約50km、横浜から約20kmの場所に位置する。市域を南北に縦断するJR東日本相模線の東側に沿って伸びる崖を境に、西部・相模川沿いの沖積低地と、東部の相模野台地（相模原台地）に属する高台に分かれる。相模野台地は河岸段丘であるが、当市域内では上段の相模原面が大部分を占め、広大な平坦面が広がる。その中で目久尻川とその支流が南流し、細長い谷戸を形成している。キャンプ座間付近から市域中央部にかけて南北に連なる座間丘陵は相模原面よりも古い時代に形成された一段高い堆積面であり、氷河期以来の侵食による開析が進んでいる。相模川沿いの沖積低地では水田が広がっている。
八王子街道沿いに形成された古くからの集落のうち、座間および座間入谷は低位段丘上に、新田宿および四ッ谷は沖積低地内に形成された自然堤防上に分布する。目久尻川沿いの谷戸にも水田が開かれ、谷戸の周辺に栗原地区の旧集落が分布する。広大な相模野台段上は近世以前は「相模野」と呼ばれる原野であり、当市域周辺は「座間野」「芝原・しばあら」と呼ばれる近隣農村の入会地であった。座間野は江戸時代後期、嘉永6年（1853年）に相模川沿いの座間宿、座間入谷、新田宿、四ッ谷各村の飛び地となり開墾され、明治以降は生糸産業の発展に合わせて桑畑が広がるようになった。1930年代に移転・新設された軍事施設のうち、高座海軍工廠の跡地に養鶏場・東芝機械・岡本理研ゴム。そして広野台に日産自動車座間工場が誘致されると、これを中心とした工業地区が市域東部に形成された。台地上の桑畑は戦後の生糸産業の衰退とともに野菜の生産に重心が移ったが、1960年代にはベッドタウン化の波が及び、小田急線沿いの区域で宅地化が進行した。1970年代には相鉄線沿いにも波及し、南東部の栗原地区でも宅地化が進行した。この結果1990年代までには、中央部の栗原地区を除き、低位段丘面も含めた台地上のほぼ全域が市街地化されるに至っている。

### 自然
河川
- 目久尻川
- 鳩川
- 相模川

池
- 水鳥の池
- 栗原遊水池

### 軍事施設
市内北西部（座間市座間）に米軍座間キャンプ及び陸上自衛隊施設部隊（第4施設群）が所在し、全体面積2,346,381.52m2（座間市分620,832.22m2、相模原市分1,725,549.30m2）であり市域の約3.5%を占有している。
在日米軍の再編成の日米最終合意に基き、米陸軍第1軍団司令部（ワシントン州）を改編し、新司令部（陸軍・海軍・空軍・海兵隊の4軍を指揮）を設置。また、2013年3月26日に陸上自衛隊中央即応集団司令部が朝霞駐屯地から移転、駐屯地に昇格する。なお、これに伴い駐屯地の所在地は座間市から相模原市に変更となる。

### 隣接している自治体・行政区
- 相模原市（南区）
- 厚木市
- 大和市
- 海老名市

## 歴史

### 年表
- 江戸時代
  - 寛文年間：江戸幕府の命により、高座郡座間村が座間入谷村と座間宿村に分村。
- 1868年（明治元年）: 座間入谷村・座間村[注釈 2]、神奈川府を経て神奈川県に所属。
- 1889年（明治22年）4月1日 : 町村制の施行により、高座郡座間入谷村・座間村・栗原村・新田宿村・四ッ谷村・新戸村飛地[注釈 3]が合併し、高座郡座間村が誕生する。
- 1899年（明治32年）1月16日 : 座間村座間3099番地（現・座間中宿郵便局と同位置）に座間郵便局が開局[4]。
- 1926年（大正15年）5月12日 : 神中鉄道（現・相鉄本線）二俣川駅 - 厚木駅間を開業
- 1927年（昭和2年）4月1日：小田原急行鉄道小田原線開通、座間駅（現相武台前駅）、6月 新座間駅（現座間駅）が開設される。
- 1931年（昭和6年）4月29日 : 相模鉄道（現・JR相模線）全通。
- 1933年（昭和8年）12月27日 : 神中鉄道（現・相鉄本線）全通。
- 1935年（昭和10年）6月23日：相模鉄道（現・JR相模線）入谷駅が貨物停車場として開業。
- 1937年（昭和12年）9月30日：市ヶ谷より陸軍士官学校移転、開設、通称「相武台」。
- 1937年（昭和12年）12月20日 : 町制施行し、高座郡座間町となる。人口6,555人[5]。
- 1938年（昭和13年）6月1日：小田原急行鉄道がバス事業営業開始。士官学校前駅（相武台前駅）⇔南林間都市駅（南林間駅）間・士官学校前駅（相武台前駅）⇔陸士正門前[6]。
- 1939年（昭和14年）11月28日 : 士官学校前駅踏切前起点（高座郡座間町大字座間字大坂台4515番地） ⇔ 江戸街道 ⇔ 小池窪 ⇔ 鶴間街道 ⇔ 下鶴間（旧国道16号・高座郡大和村大字下鶴間字乙三号2137番地）の道路、県道座間下鶴間線と認定される（路線認定告示で用いられる整理番号142）[注釈 4][7]。
- 1939年（昭和14年）12月22日：九カ町村で「相模原軍都建設連絡委員会」結成。第1回総会は神奈川県庁3階の第2会議室で開かれた[注釈 5]。
- 1941年（昭和16年）4月29日：この当時、人口8,072人[注釈 6]の座間町は大野村、新磯村、上溝町、麻溝村、大沢村、田名村、相原村と合併し[注釈 7]、人口48,482人の高座郡相模原町が誕生[8][注釈 8]。座間町の区域は相模原町の一部となる。
- 1944年（昭和19年）：高座海軍工廠開廠（終戦後解体）。
- 1945年（昭和20年）8月10日 : 天皇の国法上の地位存続のみを条件とする外務大臣案（原案）を昭和天皇が採用し、ポツダム宣言を受諾[9]。
- 1945年（昭和20年）8月14日：日本国政府は本宣言の受諾を駐スイスおよびスウェーデンの日本公使館経由で連合国側に通告[10]、終戦の詔書発布。
- 1945年（昭和20年）8月15日：正午玉音放送[注釈 9]。
- 1945年（昭和20年）9月2日：日本国政府が降伏文書に調印、大東亜戦争・第二次世界大戦終結（日本国の敗戦）。連合国軍占領下により日本の主権が停止。
- 1945年（昭和20年）9月5日：日本国政府の降伏文書調印に基づき、陸軍士官学校が米軍に接収されキャンプ座間となる[注釈 10]。
- 1947年（昭和22年）：米軍の命令により、「相武台新道」（行政道路）整備拡幅幹線道路化工事始まる[注釈 11]。
- 1948年（昭和23年）9月1日：相模原町から旧座間町の区域が分離独立して座間町が再置される、人口12,032人[11][注釈 12]。
- 1948年（昭和23年）10月：警察法の公布に伴い、自治体警察として座間町警察が発足し、座間町警察署を開設。
- 1948年（昭和23年）11月4日 : 県営相模原畑地灌漑事業計画樹立[12]。
- 1949年（昭和24年）：県営相模原開発畑地灌漑事業着工[注釈 13][注釈 14]。
- 1950年（昭和25年）8月：アメリカ陸軍第8軍司令部が米軍座間キャンプ内に設置される。
- 1951年（昭和26年）10月1日：座間町警察署が廃止され、国家地方警察高座地区警察署座間警部派出所を設置。
- 1952年（昭和27年）4月28日：日本国主権回復[注釈 15]
- 1952年（昭和27年)：上水道創設決定。
- 1953年（昭和28年）: 畑地灌漑用水路西幹線通水開始[注釈 16]。
- 1954年（昭和29年）7月1日：警察法の改正に伴い、国家地方警察高座地区警察署を神奈川県大和警察署に改称し、大和警察署座間警部派出所となる。
- 1954年（昭和29年）10月15日：県道座間下鶴間線廃止、神奈川県から高座郡座間町へ移管。
- 1954年（昭和29年）10月26日：神奈川県道50号座間大和線（行政道路）全面開通（起点：座間町座間字元広野窪5170番地⇔終点：大和町下鶴間字乙三号2137番地）[注釈 17][7]。
- 1954年（昭和29年）11月：公民館開設[13]。（旧陸軍士官学校の火災時に出た廃材で建設）※現在は市役所西支所内に移転
- 1955年（昭和30年）1月1日：町営水道給水開始[注釈 18]。
- 1957年（昭和32年）1月：座間町「工場誘致の奨励措置に関する条例」制定[注釈 19]。
- 1957年（昭和32年）: 座間農協が有線放送電話開始[14][15]。
- 1959年（昭和34年）：座架依橋開通。（当初は交互通行のブレハブ橋）
- 1960年（昭和35年）6月19日：前年新設された高座郡座間町大字相模台、人口急増に伴い、当該区域における町田電報電話局管内[注釈 20]の電話、東京23区・八王子局・武蔵野三鷹局・立川局・調布局・武蔵府中局・青梅局間、同年7月31日相模原局[注釈 21][16]間でダイヤル自動即時化[注釈 22][17][注釈 23][注釈 24][18]。町田局市外局番0274、市内局番なし。
  - 1961年（昭和36年）11月5日：全国ダイヤル自動即時化[注釈 25][19][注釈 26]。市外局番変更04274、市内局番なし[注釈 27][注釈 28]。
  - 1964年（昭和39年）1月30日：市外局番0427に変更、市内局番22を設定[注釈 29][注釈 30]。
  - 1969年（昭和44年）2月：相模大野分局開局[20]につき市内局番44・42に変更[注釈 31]。
- 1963年（昭和38年）：座間町消防署開設。（消防本部団結成）
- 1963年（昭和38年）7月 ：日産自動車、地元地権者と用地約15万坪売買契約締結[21]。
  - 1964年（昭和39年）1月：農林省の転用認可交付される[21]。
  - 1964年（昭和39年）3月12日：会社側で地鎮祭執行[21]。
  - 1964年（昭和39年）4月20日：起工式。
  - 1964年（昭和39年）12月：高座郡座間町座間字元広野5000番地に日産自動車座間工場が一部完成・操業開始。
  - 1965年（昭和40年）5月26日：日産自動車座間工場竣工式[22]。
- 1963年（昭和38年）12月5日：大字栗原の厚木電報電話局管内電話、全国ダイヤル自動即時化[23]。市外局番0462・市内局番21[注釈 32]。
- 1963年（昭和38年）12月28日：高座三町清掃処理組合（現・高座清掃施設組合）、特別地方公共団体として結成[24]。（所在は海老名町本郷1番地の1）
- 1964年（昭和39年）: 座間電報電話局開局。
- 1965年（昭和40年）4月12日：日産自動車座間工場よりオフライン1号車、座間町役場に記念贈呈。車名は「ニッサン・ジュニア」2トン積・小型ダンプカー[25]。
- 1965年（昭和40年）5月30日：座間電報電話局管内[注釈 33]の電話、全国ダイヤル自動即時化[26]。市外局番0462・市内局番51[注釈 34]。
- 1965年（昭和40年）8月13日：高座三町清掃処理組合「し尿処理場」起工式完了[24]。
- 1966年（昭和41年）11月14日：座間郵便局（現・座間中宿郵便局）が座間町相模台250番地（現在地）に移転開設し集配局となる[27]。
- 1966年（昭和41年）11月29日：高座三町清掃処理組合「し尿処理場」完成[28]。
- 1966年（昭和41年）12月1日：神奈川県警通信指令課大和分室開設[注釈 35]。
- 1967年（昭和42年）3月30日：星谷寺の梵鐘が国の重要文化財に指定される[29]。
- 1967年（昭和42年）4月5日：『座間広報』第104号 昭和42年4月5日発行4頁に勤労者積立分譲住宅の募集「相武台団地」記事記載[注釈 36][30][31]。
- 1967年（昭和42年）4月27日：高座三町清掃処理組合「ゴミ焼却施設」完成、試運転[32]。
- 1967年（昭和42年）10月1日：座間町消防署を町役場内に設置[33]。
- 1968年（昭和43年）：町役場中央庁舎竣工。（現在は解体）
- 1968年（昭和43年）7月1日：町内の郵便番号が付与される（〒228）[34]。
- 1968年（昭和43年）8月16日：文化福祉会館開設[35]。（現在は解体）
- 1969年（昭和44年）9月20日：この日、人口5万人到達[注釈 37]。
- 1969年（昭和44年）10月：座間町の人口が5万人を超える。町の花を「ひまわり」と決定[36][注釈 38]。
- 1970年（昭和45年）4月1日：登記所が海老名から大和に移転。横浜地方法務局海老名出張所が横浜地方法務局大和出張所に改称[37]。
- 1970年（昭和45年）7月：相武台前駅橋上駅舎竣工。
- 1970年（昭和45年）10月8日：座間バイパス一部開通[38]。
- 1970年（昭和45年）12月1日：座間町消防本部庁舎完成[39]。（現・座間市総合防災備蓄倉庫）
- 1971年（昭和46年）4月: 高座三町衛生センター新焼却炉完成。※原文ママ[40]。
- 1971年（昭和46年）6月1日：保健ステーション開設（現在は解体）[41]。
- 1971年（昭和46年）6月25日：米軍座間キャンプの自衛隊との共同使用開始。（横浜防衛施設局長と町長との間で13項目の覚書と確認書を締結）[42]
- 1971年（昭和46年）11月1日：市制施行。人口62,740人[11]。『座間広報』同日発行号から「市制創刊号1号」と改号。
- 1972年（昭和47年）4月10日：同日発行号から『座間広報』を『広報ざま』と改称。
- 1972年（昭和47年）5月：米軍座間キャンプ一部返還。（富士山公園開園）[43]
- 1972年（昭和47年）9月1日：市総合計画を策定「昭和55年を目標、人口は10万人」[44]。
- 1972年（昭和47年）9月1日：相模台児童館の敷地内に相模台出張所（現、相模が丘コミュニティーセンター）開設[45]。
- 1973年（昭和48年）4月1日：市内3校の小学校（座間一小・二小・三小）校名変更し、それぞれ、座間小学校・栗原小学校・相模野小学校となる[注釈 39]。
- 1973年（昭和48年）6月1日：東部出張所開設[46]。
- 1974年（昭和49年）：下水道事業開始[注釈 40]。
- 1974年（昭和49年）4月19日：国道246号バイパス開通[47]。
- 1975年（昭和50年）1月5日：県立青少年会館開館[48]。（後に市に移管。現市立青少年会館）
- 1975年（昭和50年）9月：市内の酒店に廃ビン（割れたビン）回収用のドラム缶設置[注釈 41]。
- 1976年（昭和51年）：座間警察署開設。
- 1976年（昭和51年）：市民福祉憲章制定。
- 1978年（昭和53年）：座間駅橋上駅舎竣工。
- 1978年（昭和53年）：公共下水道供用開始。
- 1978年（昭和53年）：座間市立図書館会館（市立公民館講堂を改修利用、現在は移転に伴い解体）。
- 1979年（昭和54年）：座間市消防署東分署開設。
- 1983年（昭和58年）：市立図書館新館開館。
- 1984年（昭和58年）：座間市消防署北分署開設。
- 1985年（昭和60年）12月24日：座間市の人口10万人を超える[11]。
- 1994年（平成6年）：スカイアリーナ座間開設（市民体育館）。
- 1995年（平成7年）：日産自動車座間工場閉鎖。（現在は日産自動車座間事業所、カレスト座間、イオンモール座間、倉庫物流センター）。
- 1995年（平成7年）：市役所移転、ハーモニーホール座間開設（市民文化会館）。
- 1996年（平成8年）：市民健康センター開設（休日急患センター）。
- 1998年（平成10年）4月1日：防災行政無線運用開始。
- 2000年（平成12年）：電話番号逼迫に伴い市内の一部の市外局番（0427地域）が042へ3桁化。（東京23区03・川崎044・横浜045と違い桁ずらし3桁化）。0427-44-xxxx→042-744-xxxx。
- 2001年（平成13年）：サニープレイス座間開館（総合福祉センター、文化福祉会館から移管）
- 2001年（平成13年）：電話番号逼迫に伴い市内の市外局番（0462地域）が046へ3桁化。（東京23区03・川崎044・横浜045と違い桁ずらし3桁化）。0462-51-xxxx→046-251-xxxx。
- 2010年（平成22年）4月1日：相模原市が政令指定都市移行に伴い郵便番号を変更、相模原市一部地域と上3桁「228」を共用していた座間市内も228-00xxから252-00xxに変更。
- 2011年（平成23年）11月3日：市のマスコットキャラクターとなる「ざまりん」が命名、発表される[49]。
- 2018年（平成30年）2月13日：座間市消防本部庁舎、相武台一丁目48番1号の地へ移設、運用開始。

### 敗戦後の帰農政策
敗戦後、東久邇宮首相の「国民皆農主義」の呼びかけもあって、皆が先を争って農業へと回帰することが時代の風潮となった。急ごしらえの「帰農組合」が日本各地で作られ、耕せるところはどこでも耕そうと、耕作地の拡大に積極的に取り組んだ。その政策に基づき農業集落が割り当てられた。

### 行政区画の変遷
- 1889年（明治22年）4月1日 - 町村制の施行により、高座郡座間入谷村・座間村・栗原村・新田宿村・四ツ谷村・新戸村飛地[注釈 3]が合併し、高座郡座間村が誕生する。
- 1937年（昭和12年）12月20日 - 町制施行し、高座郡座間町となる。
- 1941年（昭和16年）4月29日 - 上溝町ほか6村と合併し、高座郡相模原町となる。
- 1948年（昭和23年）9月1日 - 高座郡相模原町より旧座間町の区域が分離独立し、高座郡座間町が再置される。
- 1971年（昭和46年）11月1日 - 市制施行し、座間市となる。

### 市名の由来
古東海道が通り、宿駅「夷参（いさま）」の駅があった。これが地名「座間」の発祥とされている。

## 人口
| |                                        |  |
| 座間市と全国の年齢別人口分布（2005年） | 座間市の年齢・男女別人口分布（2005年） |  |
| ■紫色 ― 座間市 ■緑色 ― 日本全国 | ■青色 ― 男性 ■赤色 ― 女性              |  |
| 座間市（に相当する地域）の人口の推移 \| 1970年（昭和45年） \| 56,727人 \| \| \| 1975年（昭和50年） \| 80,562人 \| \| \| 1980年（昭和55年） \| 93,503人 \| \| \| 1985年（昭和60年） \| 100,000人 \| \| \| 1990年（平成2年） \| 112,102人 \| \| \| 1995年（平成7年） \| 118,159人 \| \| \| 2000年（平成12年） \| 125,694人 \| \| \| 2005年（平成17年） \| 128,174人 \| \| \| 2010年（平成22年） \| 129,436人 \| \| \| 2015年（平成27年） \| 128,737人 \| \| \| 2020年（令和2年） \| 132,325人 \| \| |                                        |  |
| 総務省統計局 国勢調査より |                                        |  |
| 1970年（昭和45年） | 56,727人                               |  |
| 1975年（昭和50年） | 80,562人                               |  |
| 1980年（昭和55年） | 93,503人                               |  |
| 1985年（昭和60年） | 100,000人                              |  |
| 1990年（平成2年） | 112,102人                              |  |
| 1995年（平成7年） | 118,159人                              |  |
| 2000年（平成12年） | 125,694人                              |  |
| 2005年（平成17年） | 128,174人                              |  |
| 2010年（平成22年） | 129,436人                              |  |
| 2015年（平成27年） | 128,737人                              |  |
| 2020年（令和2年） | 132,325人                              |  |

## 地域

### 町名
座間市では、一部の区域で住居表示に関する法律に基づく住居表示が実施されている。住居表示実施前の町名等欄で下線がある町名はその全部、それ以外はその一部であり、町名の末尾に数字がある場合には丁目を表す。
| 町名             | 町名の読み         | 町区域新設年月日 | 住居表示実施年月日 | 住居表示実施前の町名等 | 備考 |
| ---------------- | ------------------ | ---------------- | ------------------ | --- | ---- |
| 栗原             | くりはら           | 1948年9月1日     | 未実施             | |      |
| 相模が丘一丁目   | さがみがおか       | 1981年6月1日     | 1981年6月1日       | 大字相模台（1959年4月19日以前は大字座間字北広野、字元広野窪）                                                             |      |
| 相模が丘二丁目   | さがみがおか       | 1981年6月1日     | 1981年6月1日       | 大字相模台（1959年4月19日以前は大字座間字北広野・中広野、字元広野窪）                                                     |      |
| 相模が丘三丁目   | さがみがおか       | 1981年6月1日     | 1981年6月1日       | 大字相模台（1959年4月19日以前は大字座間字中広野・字元広野窪）                                                             |      |
| 相模が丘四丁目   | さがみがおか       | 1981年6月1日     | 1981年6月1日       | 大字相模台（1959年4月19日以前は大字座間字南広野・字元広野・字元広野窪）                                                   |      |
| 相模が丘五丁目   | さがみがおか       | 1981年6月1日     | 1981年6月1日       | 大字相模台（1959年4月19日以前は大字新田宿字見分塚の大部分）                                                               |      |
| 相模が丘六丁目   | さがみがおか       | 1981年6月1日     | 1981年6月1日       | 大字相模台（1959年4月19日以前は大字新田宿字見分塚の残部・新畑、大字四ツ谷字二ツ塚の一部）                                 |      |
| 四ツ谷           | よつや             | 1948年9月1日     | 未実施             | |      |
| 新田宿           | しんでんじゅく     | 1948年9月1日     | 未実施             | |      |
| 立野台一丁目     | たつのだい         | 1993年11月1日    | 1993年11月1日      | 大字栗原字上谷・字西原・字中谷、立野台                                                                                    |      |
| 立野台二丁目     | たつのだい         | 1993年11月1日    | 1993年11月1日      | 立野台 |      |
| 立野台三丁目     | たつのだい         | 1993年11月1日    | 1993年11月1日      | 立野台、大字栗原字中原・字長谷・字西原、入谷5                                                                             |      |
| 緑ケ丘一丁目     | みどりがおか       | 1992年12月16日   | 1992年12月16日     | 緑ケ丘、大字栗原字上谷・字西ノ原・字東原、入谷3                                                                           |      |
| 緑ケ丘二丁目     | みどりがおか       | 1987年10月19日   | 1987年10月19日     | 緑ケ丘、大字栗原字上谷・字間ノ原                                                                                          |      |
| 緑ケ丘三丁目     | みどりがおか       | 1987年10月19日   | 1987年10月19日     | 緑ケ丘、大字栗原字小池谷・字小池西原                                                                                      |      |
| 緑ケ丘四丁目     | みどりがおか       | 1987年10月19日   | 1987年10月19日     | 緑ケ丘、相武台4 |      |
| 緑ケ丘五丁目     | みどりがおか       | 1987年10月19日   | 1987年10月19日     | 緑ケ丘 |      |
| 緑ケ丘六丁目     | みどりがおか       | 1987年10月19日   | 1987年10月19日     | 緑ケ丘、大字座間入谷字明王谷                                                                                              |      |
| 明王             | みょうおう         | 1970年11月1日    | 未実施             | |      |
| 広野台一丁目     | ひろのだい         | 1974年11月1日    | 1999年9月13日      | 広野台1（1974年10月31日以前は大字座間字元広野・元広野窪・字南広野）                                                       |      |
| 広野台二丁目     | ひろのだい         | 1974年11月1日    | 1999年9月13日      | 広野台2（1974年10月31日以前は大字座間字元広野・字南広野、大字座間入谷字向長窪西半分・字東長久保・字長久保・字長久保中通） |      |
| 小松原一丁目     | こまつばら         | 1974年11月1日    | 1997年10月20日     | 小松原1 |      |
| 小松原二丁目     | こまつばら         | 1974年11月1日    | 1997年10月20日     | 小松原2 |      |
| 座間1丁目        | ざま               | 1975年11月1日    | 未実施             | |      |
| 座間2丁目        | ざま               | 1975年11月1日    | 未実施             | |      |
| 相武台一丁目     | そうぶだい         | 1974年1月1日     | 2013年10月15日     | 相武台1 |      |
| 相武台一丁目     | そうぶだい         | 1974年1月1日     | 2016年3月1日       | 大字座間入谷、大字座間（キャンプ座間返還地）                                                                              |      |
| 相武台二丁目     | そうぶだい         | 1974年1月1日     | 2013年10月15日     | 相武台2 |      |
| 相武台三丁目     | そうぶだい         | 1974年1月1日     | 2013年10月15日     | 相武台3 |      |
| 相武台四丁目     | そうぶだい         | 1974年1月1日     | 2013年10月15日     | 相武台4 |      |
| ひばりが丘一丁目 | ひばりがおか       | 1977年11月1日    | 2002年9月17日      | ひばりが丘1 |      |
| ひばりが丘二丁目 | ひばりがおか       | 1977年11月1日    | 2002年9月17日      | ひばりが丘2 |      |
| ひばりが丘三丁目 | ひばりがおか       | 1977年11月1日    | 2002年9月17日      | ひばりが丘3 |      |
| ひばりが丘四丁目 | ひばりがおか       | 1977年11月1日    | 2002年9月17日      | ひばりが丘4 |      |
| ひばりが丘五丁目 | ひばりがおか       | 1977年11月1日    | 2002年9月17日      | ひばりが丘5 |      |
| 東原一丁目       | ひがしはら         | 1983年11月7日    | 1983年11月7日      | 大字栗原字東原 |      |
| 東原二丁目       | ひがしはら         | 1983年11月7日    | 1983年11月7日      | 大字栗原字東原 |      |
| 東原三丁目       | ひがしはら         | 1983年11月7日    | 1983年11月7日      | 大字栗原字東原・字下谷 |      |
| 東原四丁目       | ひがしはら         | 1983年11月7日    | 1983年11月7日      | 大字栗原字東原 |      |
| 東原五丁目       | ひがしはら         | 1983年11月7日    | 1983年11月7日      | 大字栗原字東原 |      |
| さがみ野一丁目   | さがみの           | 1985年10月21日   | 1985年10月21日     | 大字栗原字東原 |      |
| さがみ野二丁目   | さがみの           | 1985年10月21日   | 1985年10月21日     | 大字栗原字東原 |      |
| さがみ野三丁目   | さがみの           | 1985年10月21日   | 1985年10月21日     | 大字栗原字東原・字下谷 |      |
| 南栗原一丁目     | みなみくりはら     | 1989年10月16日   | 1989年10月16日     | 大字栗原字西原・字下谷 |      |
| 南栗原二丁目     | みなみくりはら     | 1989年10月16日   | 1989年10月16日     | 大字栗原字下谷・字東原・字芹沢谷・字中谷                                                                                  |      |
| 南栗原三丁目     | みなみくりはら     | 1989年10月16日   | 1989年10月16日     | 大字栗原字下谷・字東原 |      |
| 南栗原四丁目     | みなみくりはら     | 1989年10月16日   | 1989年10月16日     | 大字栗原字下谷・字東原 |      |
| 南栗原五丁目     | みなみくりはら     | 1989年10月16日   | 1989年10月16日     | 大字栗原字下谷・字西原 |      |
| 南栗原六丁目     | みなみくりはら     | 1989年10月16日   | 1989年10月16日     | 大字栗原字西原・字長谷・字中原                                                                                            |      |
| 栗原中央一丁目   | くりはらちゅうおう | 1991年10月14日   | 1991年10月14日     | 大字栗原字上東原・字上谷・字中丸                                                                                          |      |
| 栗原中央二丁目   | くりはらちゅうおう | 1991年10月14日   | 1991年10月14日     | 大字栗原字東原・字上谷・字西原                                                                                            |      |
| 栗原中央三丁目   | くりはらちゅうおう | 1991年10月14日   | 1991年10月14日     | 大字栗原字上東原・字上谷・字中谷                                                                                          |      |
| 栗原中央四丁目   | くりはらちゅうおう | 1991年10月14日   | 1991年10月14日     | 大字栗原字中谷・字西原・字上谷・字下谷                                                                                    |      |
| 栗原中央五丁目   | くりはらちゅうおう | 1991年10月14日   | 1991年10月14日     | 大字栗原字芹沢谷・字東原・字中谷・字下谷                                                                                  |      |
| 栗原中央六丁目   | くりはらちゅうおう | 1991年10月14日   | 1991年10月14日     | 大字栗原字上東原・字中谷・字芹沢谷・字芹沢                                                                                |      |
| 西栗原一丁目     | にしくりはら       | 1993年11月1日    | 1993年11月1日      | 立野台、大字栗原字西原・字長谷・字中原                                                                                    |      |
| 西栗原二丁目     | にしくりはら       | 1993年11月1日    | 1993年11月1日      | 立野台、大字栗原字中原・字長谷                                                                                            |      |
| 入谷東一丁目     | いりやひがし       | 2019年2月12日    | 2019年2月12日      | 入谷3 |      |
| 入谷東二丁目     | いりやひがし       | 2019年2月12日    | 2019年2月12日      | 入谷4 |      |
| 入谷東三丁目     | いりやひがし       | 2019年2月12日    | 2019年2月12日      | 入谷3、入谷4、入谷5 |      |
| 入谷東四丁目     | いりやひがし       | 2019年2月12日    | 2019年2月12日      | 入谷4、入谷5 |      |
| 入谷西一丁目     | いりやにし         | 2020年2月3日     | 2020年2月3日       | 入谷3 |      |
| 入谷西二丁目     | いりやにし         | 2020年2月3日     | 2020年2月3日       | 入谷1 |      |
| 入谷西三丁目     | いりやにし         | 2020年2月3日     | 2020年2月3日       | 入谷1、入谷3、入谷5 |      |
| 入谷西四丁目     | いりやにし         | 2020年2月3日     | 2020年2月3日       | 入谷5 |      |
| 入谷西五丁目     | いりやにし         | 2020年2月3日     | 2020年2月3日       | 入谷1、入谷2 |      |
| 座間             | ざま               | 1948年9月1日     | 未実施             | |      |
| 座間入谷         | ざまいりや         | 1948年9月1日     | 未実施             | |      |

1. ↑  緑ヶ丘土地区画整理事業換地処分公告があった日（1992年12月15日）の翌日。
2. ↑  明王土地区画整理事業換地処分公告があった日（1970年10月31日）の翌日。
3. ↑  町名地番整理実施区域

町名の由来
- 座間 - 座間(宿)村。諸説あり次の3つに絞られる[51]。①皇国地誌村誌によると鈴鹿明神の祭典を「イガスリ祭」といい、これを坐摩神社に倣った[52]②新編相模国風土記によると高座郡の郷名「伊参」＝イサマが転じた[53][54]③相模川河畔から「石間（イサマ）」。
- 座間入谷 - 座間入谷村。寛文年間に座間（宿）と分村し、当時の名主が「入の谷」に住んでいたため[55][56]。
- 栗原 - 栗原村。栗の林があったため[57][58]。
- 新田宿 -  新田宿村。慶長年間に新たに開発した農地[59][60]。
- 四ツ谷 - 四ツ谷村。元亀2年開拓当初4軒だったので「四ツ家」「四ツ屋」と呼ばれた[61][62]。

以下は昭和30年代以降の開発に伴う町名変更によるもの（次項参照）。
- 相模が丘 - 居住者により呼称された相模台を命名[注釈 43]。その後相模原市が後からつけた同名の地名と避けるため改正[63]。
- 立野台 - 藤原為家が周辺一帯を「たち野山」と詠む(皇国地誌村誌)のに因み、宅地造成会社が命名[64]。
- 相武台 - 陸軍士官学校一帯を相武台と総称し昭和天皇が命名したことから[65]。
- 緑ケ丘 - 座間中学校が建設されたときに公募によって座間中学校の生徒が命名したものを選定[66]。
- 明王 - 不動明王の堂があったと伝えられる[注釈 44]。
- 広野台 - 1960年代、各地から移住してきた新住民達がこの地を、座間街道を境界に隣接する大字相模台に倣い「広野台」と通称した[注釈 45]。
- 小松原 - 小松の生えた原野を地籍簿作成にあたりつけられた[注釈 46]。
- ひばりが丘 - 終戦直後に各地から移住してきた者たちが自治会をつくった。その際自治会の名前を決めようと、役員一同が林で会議をしている時、ヒバリが多かったことから「雲雀ヶ丘」となり、小学校開設時に小学生にもわかりやすいように平仮名としたもの[注釈 47]。
- 東原 - 目久尻川左岸丘上の広い地域をいった[71]（左岸＝東側）。
- さがみ野 - 1975年新設されたさがみ野駅周辺が発展したため[72]。

町名整理
元は座間、座間入谷、座間新戸、栗原、四ツ谷、新田宿の6大字を編成していたが、座間および座間入谷の両大字は相互に多数の飛び地を持ち境界が錯綜していた。また、西部の相模川沿いを本来の領域とする四ッ谷、新田宿も東部境界沿いに飛び地を持っていた。そのため、特に相模線以東の区域での市街化の進行とともに救急や郵便等で該当地番を探すのが困難（新田宿違い）になってきたことから、1950年代以降相次いで新しい字・町名が設置されてきた。
- 1953年（昭和28年）月日不詳 -  座間新戸[注釈 50]を座間入谷に編入[67][74]。
- 1959年（昭和34年）4月20日 - 座間、新田宿飛び地、四ツ谷飛び地の各一部から相模台を新設[注釈 51]。
- 1959年（昭和34年）9月22日 - 座間入谷、栗原の各一部から立野台を新設。
- 1960年（昭和35年）7月5日 - 座間入谷、座間、栗原の各一部から相武台を新設。
- 1962年（昭和37年）10月1日 - 座間入谷、座間、栗原の各一部から緑ケ丘を新設。「緑ケ丘」は公募により決定された[注釈 52]。
- 1970年（昭和45年）11月1日 - 座間入谷、座間、栗原、緑ケ丘の各一部から明王を新設[注釈 53][75]。
- 1974年（昭和49年）1月1日 - 相武台とその周辺の座間・座間入谷・栗原の大字小字を統合して、新たに相武台1〜4丁目を新設し昭和49年1月1日から実施[注釈 54]。
- 1974年（昭和49年）11月1日 - 座間入谷飛び地、四ツ谷飛び地から小松原1・2丁目を新設[注釈 55]。
- 1974年（昭和49年）11月1日 - 座間字元広野・字元広野窪各全域、字南広野、座間入谷飛び地から広野台1・2丁目を新設[注釈 56]。
- 1975年（昭和50年）11月1日 - 座間入谷、座間の各一部から座間1・2丁目を新設[76]。
- 1976年（昭和51年）11月1日 - 座間入谷の一部から入谷1〜5丁目を新設。
- 1977年（昭和52年）11月1日 - 座間入谷飛び地、栗原字東原、小松原の各一部からひばりが丘1〜5丁目を新設。

相模が丘は、1959年（昭和34年）6月20日に、当該地域各大字小字を統合、大字名を新たに「相模台」として起立。同時に新たに地番の付け直し（不動産登記法に基づく地番整理）を実施した。しかし、相模原市が1969年（昭和44年）7月1日隣接する区域で住居表示を実施した際に「相模台」という町丁を新設したことから、座間市側では混乱を避けるため1981年（昭和56年）6月1日の住居表示実施と同時に再度、大字相模台を町丁に改編、「相模が丘」と改称した。

町名整理・大字小字・飛地の整理に関して追記
日産自動車座間事業所内第二・第三地区は、行政地名として「座間入谷」「栗原」の大字が実存している。日産自動車座間事業所は現有所有地を十把一絡げに「座間市広野台二丁目10番1号」と事業所登録しているが、すでにその住居表示の土地は、イオンモール座間・物流センターほかに売却されている。日産神奈川販売株式会社カレスト座間店の所在地は座間市広野台二丁目10番3号となっている。

### 郵便
郵便番号
- 252-00xx - 座間郵便局が管轄・集配を担当する。

### 電話番号
市外局番等
- 046-2xx・40x（下記の区域を除く） - 厚木MA[注釈 58]（厚木市、海老名市、相模原市南区の一部、座間市の大部分、大和市、愛川町、清川村）

- 従来は「0462」であったが、電話番号逼迫対策のため、1999年7月20日に「046」へ変更された。

- 042-7xx・810〜819（817を除く）・85x〜86x（相模が丘一丁目～三丁目の一部・五丁目全域） - 相模原MA[注釈 59]（町田電報電話局管内の町田市[注釈 60]、相模原市上鶴間・麻溝台・鵜野森全域、大沼の大部分、磯部・新磯野・古淵の一部、座間町相模台の大部分※1960年6月19日当時）。

## 行政

### 市長
- 市長：佐藤弥斗（2020年10月1日就任、1期）
- 副市長：小俣博

歴代市長
- 初代 鹿野文三郎（1971年 - 1976年）
- 第2代 本多愛男（1976年 - 1984年、2期）
- 第3代 星野勝司（1984年 - 2008年、6期）
- 第4代 遠藤三紀夫（2008年 - 2020年、3期）
- 第5代 佐藤弥斗（2020年 - ）

### 行政委員会
常任委員会
- 予算決算常任委員会（定数22）
- 企画総務常任委員会（定数8）
- 民生教育常任委員会（定数8）
- 都市環境常任委員会（定数8）

特別委員会
- 基地政策特別委員会

### 消防事務
- 座間市消防本部

## 議会

### 衆議院
神奈川県第13区
- 選挙区：神奈川13区（大和市、海老名市、座間市（相模が丘1〜6丁目を除く）、綾瀬市）
- 投票日：2021年10月31日
- 当日有権者数：471,671人
- 投票率：55.77%

| 当落 | 候補者名 | 年齢 | 所属党派   | 新旧別 | 得票数    | 重複 |
| ---- | -------- | ---- | ---------- | ------ | --------- | ---- |
| 当   | 太栄志   | 44   | 立憲民主党 | 新     | 130,124票 | ○    |
| 比当 | 甘利明   | 72   | 自由民主党 | 前     | 124,595票 | ○    |

神奈川県第16区
- 選挙区：神奈川16区（相模原市の一部、厚木市、伊勢原市、座間市（相模が丘1〜6丁目）、愛甲郡）
- 投票日：2021年10月31日
- 当日有権者数：466,042人
- 投票率：55.35%

| 当落 | 候補者名 | 年齢 | 所属党派   | 新旧別 | 得票数    | 重複 |
| ---- | -------- | ---- | ---------- | ------ | --------- | ---- |
| 当   | 後藤祐一 | 52   | 立憲民主党 | 前     | 137,558票 | ○    |
| 比当 | 義家弘介 | 50   | 自由民主党 | 前     | 114,396票 | ○    |

## 経済
座間町は1957年（昭和32年）1月「工場誘致の奨励措置に関する条例」を制定し、企業誘致を積極的に行い、昭和40年代には当時23町村の中でも財政的には常に上位にあり、周辺の市と同水準を目指す姿勢を示した。しかし、急激な人口増加に伴いインフラ等の整備を余儀なくされ、地方交付金の不交付団体であった期間はオイルショックの打撃を受けた1973年（昭和48年）までの8年間しかなかった。
ちなみに、当時座間町が誘致し町の成長を促した企業として、
以下引用元：座間広報第66号 昭和35年7月20日発行8頁『工場設置の状況』※原文ママ。
- 東洋ナイロンカラーファスナー(株) - 1958年4月1日操業。所在地:大字座間字中原4866番地
- 東京コンクリート工業(株)座間工場 - 1959年11月1日操業。所在地:新田宿2192番地
- (株)三共紙器製作所神奈川工場 - 1960年4月16日操業。所在地:座間字下出口4688番地の3
- 田谷精機(株)相模台工場 - 1960年4月16日操業。所在地:相模台1044番地
- 日東工業(株) - 1960年6月21日操業。所在地:栗原21番地の2
- 東洋赤外線工業(株) - 工事施工中。所在地:相模台1068番地
- 日本理研ゴム(株) - 工事施工中。所在地:栗原5326番地
- 東京コスモス電機(株) - 所在地:相武台165番地
- 丸三トレーディング(株) - 農地法による許可申請中。所在地:相模台1255番地

以下引用元：座間広報第67号 昭和36年1月1日発行5頁『工場設置の状況』※原文ママ。
- 東京コスモス電機(株) - 工事施工中、今春（昭和36年春）竣工予定。
- 日本理研ゴム(株) - 工事施工中、今春（昭和36年春）竣工予定。
- 丸三トレーディング(株) - 1960年11月竣工、操業開始。

以下引用元：座間広報第69号 昭和37年1月1日発行4頁『工場誘致の概要』※原文ママ。
```
  1.農地法の許可済会社
```

- 三癸工業(株) - 所在地:座間町相模台1377番地
- 東邦電機工業(株) - 所在地:座間町相模台1356番地
- (株)大村組 - 所在地:座間町栗原6215番地
- 小川合金(株) - 所在地:座間町栗原6275番地
- いづみ電機(株) - 所在地:座間町栗原6166番地
- 品川鋳造(株) - 所在地:座間町相模台1468番地
- 相田コンクリート工業所 - 所在地:座間町相模台1481番地
- マックス電機(株) - 所在地:座間町相武台155番地
- 鈴和鉄工(株) - 所在地:座間町四ツ谷字二ツ塚1979番地
- 京三金属工業(株) - 所在地:座間町四ツ谷字二ツ塚1973番地
- 小和田澱粉(株) - 所在地:座間町栗原
- 東都食茸(株) - 所在地:座間町栗原
- 相模捺染(有) - 所在地:座間町栗原
- 太田コンクリート工業(株) - 所在地:座間町

```
  2.農地法の許可申請中の会社
```

- (株)多田野鉄工所 - 所在地:座間町四ツ谷字二ツ塚2064番地
- (株)明石製作所相模工場 - 所在地:座間町座間字元広野5020番地 ※1962年12月操業。
- (株)三協特殊鋼ねじ製作所 - 所在地:座間町座間字元広野4980番地の1
- 宮島運輸(株) - 所在地:座間町栗原6167番地
- 吉田鍍金工業所 - 所在地:座間町座間字元広野4987番地の3
- (株)竹田鉄工所 - 所在地:座間町座間字南広野5467番地
- (資)ミノファーゲン製薬本舗 - 所在地:座間町座間入谷字西二ツ塚下5233番地の1 [80]

他に東芝機械、日産自動車、東京測範、高座工廠跡の集団養鶏場、品川白煉瓦などがあげられる。

### 産業
- 主な産業 - 工業・商業

都市化の波と共に著しく農業等の産業は縮小し、以前は日産自動車の企業城下町だったことから、自動車工業に関連した企業が多い。1995年（平成7年）には日産自動車座間工場（当時・現在の座間事業所。その座間事業所敷地も座間工場稼働時代の20％以下に縮小されている）が閉鎖され、周辺の工業も縮小傾向にある。これゆえ、商業等の比率が高くなっているものの、相模原、厚木、大和、海老名等の近隣地域と商圏が大きく重なっており、市内商業（大型店及び商店街等の小売店）は著しく衰退した。
- 産業人口
  - 第1次産業 413人（0.6%）
  - 第2次産業 18,978人（29.8%）
  - 第3次産業 43,298人（68.0%）

（2000年国勢調査に基く）
- 商業施設
  - MEGAドン・キホーテUNY座間店
  - コストコ座間倉庫
  - スーパービバホーム座間店
  - イオンモール座間
    - イオンスタイル座間
    - イオンシネマ座間

  - コジマ×ビックカメラ座間店
  - ヤマダデンキ家電住まいる館YAMADA座間店
  - ノジマnojima座間店

- 本店・本社を置く主な企業
  - ニデックパワートレインシステムズ
  - 東京コスモス電機
  - シーイーシー
  - アゼスタ (神奈川県)

## 姉妹都市・提携都市・その他提携

### 海外
スマーナ市(Smyrna)（アメリカ合衆国テネシー州）
1991年3月姉妹都市提携

### 災害時における相互応援協定
秋田県大仙市
2005年7月4日姉妹都市再提携（旧仙北郡中仙町と提携していたが合併のため再提携となる）

### 地域（犯罪情報等の提供に関する協定）
座間警察署
2007年10月22日提携

### 企業
イオン株式会社と「包括連携協定」を締結
2018年2月9日締結

## 教育
昭和40年代の急激な人口増加に伴い毎年のように施設造営を繰り返したことから、校舎等の建造物の形状、規格等が非常に類似している。近年の児童・生徒数は少子化により減少したものの、現時点において座間市内の教育施設の統廃合は行われていない。
小学校
- 座間市立座間小学校
- 座間市立栗原小学校
- 座間市立相模野小学校
- 座間市立相武台東小学校
- 座間市立ひばりが丘小学校
- 座間市立東原小学校
- 座間市立相模が丘小学校
- 座間市立立野台小学校
- 座間市立入谷小学校
- 座間市立旭小学校
- 座間市立中原小学校

中学校
- 座間市立座間中学校
- 座間市立西中学校
- 座間市立東中学校
- 座間市立栗原中学校
- 座間市立相模中学校
- 座間市立南中学校

高等学校
- 神奈川県立座間高等学校
- 神奈川県立座間総合高等学校
- 神奈川県立相模向陽館高等学校

特別支援学校
- 神奈川県立座間支援学校
  - 相模向陽館分教室

## 交通

### 鉄道路線
- 東日本旅客鉄道（JR東日本）
  - ■相模線
    - - 入谷駅 -
- 小田急電鉄
  -  小田原線
    - - 相武台前駅 - 座間駅 -
- 相模鉄道
  - SO 相鉄本線
    - 市域の南端を通過しているが鉄道駅はない。さがみ野駅の所在地は「座間市さがみ野」ではなく「海老名市東柏ケ谷」である。
- さがみ野駅の他にかしわ台駅、小田急相模原駅、相武台下駅、南林間駅へも徒歩で利用可能な地域がある。

### 道路
- 一般国道
  - 国道246号（大和厚木バイパス）
- 県道
  - 神奈川県道42号藤沢座間厚木線
  - 神奈川県道46号相模原茅ヶ崎線（座間大通り※県道42・46・51号の重複区間の通称）
  - 神奈川県道50号座間大和線（行政道路・座間街道）
  - 神奈川県道51号町田厚木線（行幸道路）
  - 神奈川県道407号杉久保座間線（観音通り※座間駅付近の通称）
  - 神奈川県道507号相武台相模原線（村富線）
  - 神奈川県道509号相武台下停車場線

### 路線バス

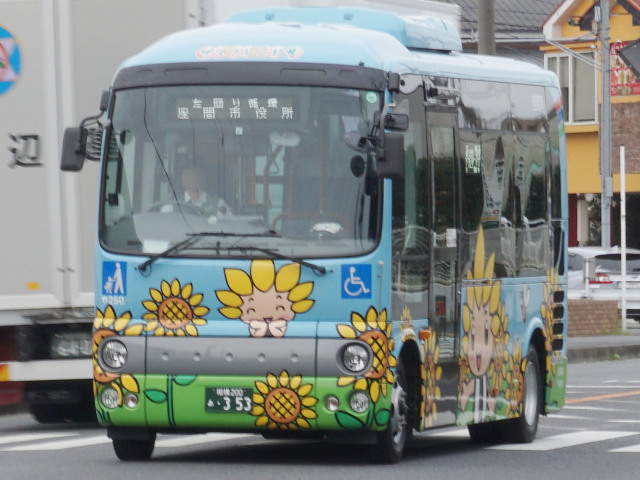
座間市コミュニティバス「ザマフレンド号」

昨今の道路事情、利用者数の減少等により見直しが行われ、区間短縮及び減少傾向にある。かつては座間四ツ谷から鶴ヶ峰駅や横浜駅まで至る路線もあったが廃止されている。
- 神奈川中央交通の路線
  - （台01）相武台前駅 - 相武台団地循環 - 相武台前駅
  - （下02）相武台下駅 - 立野台 - さがみ野駅北口
  - （台02）相武台前駅 - 相武台グリーンパーク
  - （台04）相武台前駅 - 立野台 - 座間四ッ谷
  - （台06）相武台前駅 - 相武台下駅 - 磯部
  - （海10）海老名駅東口 - 立野台 - 相武台前駅
  - （台12）相武台前駅 - ひばりヶ丘 - 南林間駅
  - （台13）相武台前駅 - 総合体育館前 - 北里大学病院・北里大学
  - （台14）相武台前駅 - 座間 - 原当麻駅
  - （相27）相模原駅南口 - 北里大学病院・北里大学 - 相武台前駅
  - （綾76）相武台前駅 - さがみ野駅北口（相鉄バスから移管されたため「綾」系統）
  - （小02）小田急相模原駅 - 小松原入口 - ひばりが丘一丁目 - 南林間駅
  - （小03）小田急相模原駅 - 小松原入口 - イオンモール座間 - 小松原入口 - ひばりが丘一丁目 - 南林間駅
  - （小05）小田急相模原駅 -（直行）- イオンモール座間
  - （林03）南林間駅 - ひばりが丘一丁目 - 小松原入口 - イオンモール座間
  - （林05）イオンモール座間 →（直行）→ 南林間駅

- 相鉄バスの路線
  - （綾75）相模大塚駅北口 - さがみ野駅 - 南林間駅

- 座間市コミュニティバス（ザマフレンド号）の路線
  - （A）さがみ野コース
  - （B）小松原・病院経由コース
  - （C）相模が丘コース
  - （D）東原・ひばりが丘南コース
  - （E）西部方面循環コース（2009年11月に入谷コース、座間・新田宿・四ツ谷コースを統廃合）

### タクシー
- 神奈中タクシー 座間営業所
- 座間交通 本社営業所

## 名所・旧跡・公園・観光スポット・祭事・催事

### 特産品
- やまといも
- 純米吟醸いさま
- ひまわり焼酎
- 熟成焼酎“冬のひまわり”
- 石川のとん漬け
- どんぶり豆腐
- 大凧最中
- 大凧煎餅
- 座間音頭（和菓子）
- 銘菓 むかしむかし
- 凧サブレ
- 谷戸山公園ポテト（洋菓子）
- 谷戸山公園石畳（生チョコ）
- 座間ひまわり畑（洋菓子）
- ざまみず

### 公園・観光スポット
- 座間谷戸山公園
- 座間公園
- 富士山公園
- ひまわり公園
- かにが沢公園
- 芹沢公園
- 大坂台公園
- 立野台公園
- 相模川河川敷
- 座間温泉
- 湧水（市内15箇所）

### 祭り

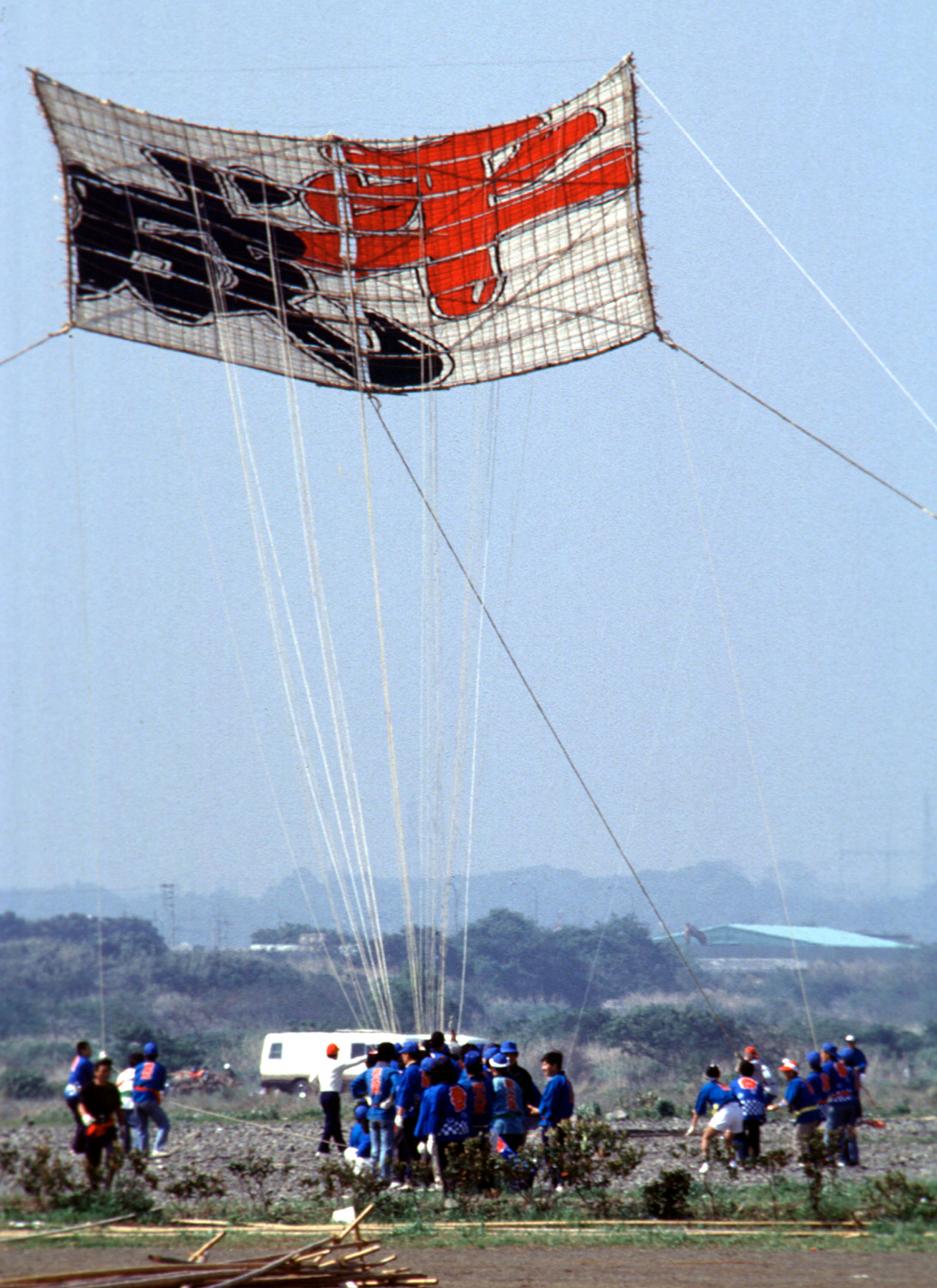
座間の大凧祭り

#### 座間の大凧祭り
例年5月4日 - 5日相模川河川敷の相模川グラウンドで開催。神奈川県のまつり50選に選ばれている。
大凧の文字
- 昭和
  - 40年 清和
  - 41年 青嵐
  - 42年 飛揚
  - 43年 祝明治百年
  - 44年 慶雲
  - 45年 慶瑞
  - 46年 待望
  - 47年 瑞雲
  - 48年 勢嵐
  - 49年 凌雲
  - 50年 風飛
  - 51年 飛龍
  - 52年 暁雲
  - 53年 晴嵐
  - 54年 雄飛
  - 55年 瑞鴻
  - 56年 慶祝
  - 57年 雄翔
  - 58年 乾坤
  - 59年 芳春
  - 60年 清節
  - 61年 闘魂
  - 62年 和風
  - 63年 湘東

- 平成
  - 元年 平成
  - 2年 翔空
  - 3年 座間 躍動
  - 4年 精魂
  - 5年 奉祝
  - 6年 慶福
  - 7年 瑞祥
  - 8年 祝竣
  - 9年 愛郷
  - 10年 国体
  - 11年 雄風
  - 12年 昇龍
  - 13年 座間 祝風
  - 14年 敬愛
  - 15年 勇翔
  - 16年 悠郷
  - 17年 翔湧
  - 18年 慶翔
  - 19年 翔雲
  - 20年 清風
  - 21年 輝郷
  - 22年 薫風
  - 23年 盛栄
    - 東日本大震災発生に伴い、東北地方の被災地へ向けた「復興祈願 座間の大凧」として開催

  - 24年 興龍
  - 25年 祥風
  - 26年 陽駿
  - 27年 輝風
  - 28年 凱風

- 令和
  - 元年 令和

#### その他の主な祭り
- 座間市民ふるさと祭り – 11月上旬開催
- さがみ野さくら祭 – 4月上旬さがみ野桜並木で開催
- 相模が丘さくら祭 – 4月上旬相模が丘桜並木で開催
- 日米親善盆踊り大会 – 8月上旬から中旬「米軍座間キャンプ」内で開催
- 座間キャンプ桜まつり – 4月上旬「米軍座間キャンプ」内で開催
- アメリカ独立記念日 – 7月上旬「米軍座間キャンプ」内で開催
- 緑化まつり – 4月下旬「かにが沢公園」で開催
- ZAMA燦夏祭 – 9月日産座間事業所及び近辺道路で開催
- ふれあい農業祭 – 4月第4土曜日「JAさがみ座間支店」で開催
- 座間市ひまわりまつり – 8月中旬ひまわり開花時期
- 座間神社例大祭 – 8月下旬開催
- 鈴鹿明神社例大祭 – 8月1日開催
- 栗原神社例大祭 – 9月上旬開催
- 座間ハイツ盆踊り祭り – 8月に開催

### 旧跡
- 栗原神社（王子大権現） – 栗原中央四丁目4-4
- 法林山専福寺 – 栗原中央四丁目17-12。真宗高田派[84]
- 座間神社 – 座間1丁目3437
  - 伊奴寝子社
- 來光山峯月院宗仲寺 – 座間1丁目3300
- 鈴鹿明神社（お明神様、鈴鹿大明神及び牛頭天王） – 入谷西二丁目46-1
- 梨ノ木坂古墳群 – 入谷西五丁目20
- 座間山心岩寺 – 入谷西三丁目43-1。臨済宗建長寺派
- 心光山往生院淨土寺 – 四ツ谷489。浄土宗。
- 永照山三昧院專念寺 – 新田宿309。浄土宗。[85]
- 護王姫大明神（護王姫社） – 入谷西二丁目33[86][87][88]
- 休息山遠光院圓敎寺 – 入谷西二丁目18-19。日蓮宗
- 妙法山持寶院星谷寺 – 入谷西三丁目12-22。真言宗大覚寺派。観音巡礼で弘明寺とを結ぶ、星谷道（ほしのや道）がある
  - 梵鐘（重要文化財）
- 水上山龍源院 – 入谷西二丁目48-1。曹洞宗。[89][90]

### 寺院
- 総本山善通寺関東別院 - 相模が丘四丁目73-26　真言宗善通寺派

### 文化
- 入谷歌舞伎
- 座間音頭
- 相模野基線 – 明治時代、日本全国の三角点網を構築するにあたり基準とした直線であり、我が国近代測量の発祥地として土木学会選奨土木遺産に選定[91]。ひばりヶ丘に南端点、相模が丘に基線中間点の三角点が置かれ、それぞれ座間市指定重要文化財に指定[92][93]。

## 出身の有名人
- 安斉雄虎（プロ野球選手：横浜DeNAベイスターズ）
- 飯田健巳（プロサッカー選手：カターレ富山）
- 石村知子（声優）
- 伊藤一義（歌手）
- 伊藤俊亮（バスケットボール日本代表）
- 井上浩樹（プロボクサー）
- 井上尚弥（プロボクサー）
- 井上拓真（プロボクサー）
- 臼井静（女優）
- 大江竜聖 （プロ野球選手：読売ジャイアンツ）
- 大貫勇輔（ダンサー、俳優）
- 大野忍（サッカー女子日本代表 ASエルフェン埼玉）
- 小澤廉  (舞台俳優、B2takes!)
- 小田さくら（アイドル：モーニング娘。）
- 角野秀行（TUBE）
- 勝又清和（将棋棋士）
- 小坂悠真（競泳選手）
- 小島くるみ（タレント、出生地はアメリカ・ニューヨーク州）
- 小雪（女優）
- 弥生（歌手・モデル、小雪の姉）
- 佐々木翔（プロサッカー選手：サンフレッチェ広島）
- 佐藤晃大（プロサッカー選手：徳島ヴォルティス）
- 清水佐紀（ハロー!プロジェクト・アドバイザー）
- ショウタロウ（歌手：RIIZE）
- 鈴木亜美（歌手）
- 鈴木なお（タレント）
- 須山司（テレビ新潟アナウンサー）
- 瀧谷亮（プロサッカー選手：FC岐阜）
- 田崎真也（ソムリエ）
- 田村哲也 (DJ REMO-CON)
- 冬目景（漫画家）
- 中野次郎（競艇選手）
- 中山旦子（舞台女優）
- 名取裕子（女優）
- 濱田圭（ミュージシャン、ギタリスト）
- 林勇（声優・歌手：SCREEN mode）
- 前田憲作（元キックボクサー）
- 松嶋菜々子（女優）
- 松本玲二（TUBE）
- 真野恵里菜（歌手・女優：元ハロー!プロジェクト）
- 宮内宏子（陸上選手）
- 宮内洋子（陸上選手）
- 武藤雄樹（プロサッカー選手：柏レイソル）
- 村山和実（タレント、ミス・インターナショナル日本代表）
- ZAMA BEARS (ミュージシャン)
- 斎藤昌三　(古書研究家)
- ともやん（夕闇に誘いし漆黒の天使達のベース担当、YouTuber）
- 沢田秀男(元神奈川県横須賀市長)